# Gneo Manlio Cincinnato
Gneo Manlio Cincinnato (in latino Cnaeus Manlius Cincinnatus; Roma, ... – 480 a.C.) è stato un politico e militare romano del V secolo a.C.

## Biografia
Gneo Manlio apparteneva alla nobile gens Manlia, una delle più antiche e conosciute gentes patrizie dell'antica Roma,  i cui cognomina più diffusi durante la Repubblica erano Capitolino, Torquato e Vulsone; il nomen Manlio viene frequentemente confuso con Manio o con Manilio.
Gneo Manlio, eletto console nel 480 a.C. insieme a Marco Fabio Vibulano, fu il primo membro di questa gens a raggiungere il consolato e da allora vari Manlii ebbero incarichi nella magistratura della repubblica.
In quell'anno Tiberio Pontificio, un tribuno della plebe, propose, come Spurio Licinio l'anno precedente, una legge agraria cercando di ostacolare la leva militare, ma i senatori ed i consoli riuscirono a corrompere alcuni tribuni della plebe e ad effettuare il reclutamento: era l'inizio della guerra contro Veio, e più in generale contro l'Etruria, che durò fino al 476 a.C..
Gli Etruschi si erano ammassati a Veio e riuniti all'esercito di quella cittadina non tanto per sostenerne la lotta quanto perché coltivavano la speranza di approfittare della debolezza di Roma conseguente alle accese lotte intestine. Una volta che Romani ed Etruschi si furono insediati nei rispettivi accampamenti i due consoli, timorosi di affrontare gli eserciti alleati, evitarono dapprima il combattimento, trattenendo le proprie truppe. I nemici tentarono allora di provocarli insultando sia loro che le truppe, suscitando un profondo senso di rabbia ed una crescente impazienza di combattere il nemico. Ulteriori provocazioni degli Etruschi esasperarono i soldati romani a tal punto da far temere un ammutinamento delle truppe; Marco Fabio convinse Gneo Manlio all'azione e fece giurare l'esercito, davanti agli dei, che la battaglia sarebbe stata vinta, pena la punizione divina sugli sconfitti.
La battaglia venne vinta da Marco Fabio ma a carissimo prezzo, poiché durante il suo svolgimento caddero prima Quinto Fabio, console due anni prima, e poi lo stesso Gneo Manlio. Il console superstite, profondamente rattristato per la morte del fratello e del suo collega non accettò, in segno di dolore e di rispetto, il trionfo che il senato gli aveva riservato.